# 大阪府立長吉高等学校
大阪府立長吉高等学校（おおさかふりつ ながよしこうとうがっこう）は、大阪府大阪市平野区にある総合学科（エンパワメントスクール）の公立高等学校。

## 概要
通常の全日制普通科高校として創立したが、2001年度から全日制単位制高校へと改編した。1コマ100分の授業が、1日あたり3コマ設定されている。また2学期制を実施し、単位は半期認定される。3年間で74単位以上の修得が卒業要件で、最大在籍年数は6年。4年目以降は9月卒業も可能となっている。
100分の授業の中で、10分間の休憩時間が設けられている。
国際理解教育を重視し、海外から帰国した生徒・来日した生徒向けの入試枠も設けられている。また日本語指導の必要のある生徒に対する日本語講座も開講されている。
2015年度入学者より全員が制服着用となった。（男子ブレザー・スラックス 女子ブレザー・スカート）
2015年度より、エンパワメントスクールに改編された。
教員・生徒の有志が毎年チャリティーマラソンに取り組み、ネパールの子どもたちに奨学金や学校建設資金を贈っている。

## 沿革
- 1975年 - 全日制普通科高校として開校。
- 2001年 - 全日制単位制高校に改編。
- 2015年 - 全日制総合学科高校（エンパワメントスクール）に改編。

## 出身者
- 笑福亭晃瓶 - 落語家 1期生
- 功力富士彦 - 芸人（元おはよう。）

## 交通
- 大阪シティバス・長吉高校前バス停よりすぐ
- Osaka Metro（谷町線） 長原駅より南西へ約1.1km
- Osaka Metro（谷町線）出戸駅より南へ約1.5km